# 常平通寶
常平通寶（：／）是朝鲜王朝錢幣，1633年由常平廳設監始鑄，在日本和中國亦見流通。

## 簡介
版式眾多，有小平、折二、折五、當百等背文。這種錢幣已使用陶、泥、石范、金屬范等方式，並引進了當時中國母錢翻鑄的先進技術。
古常平：1678年發行，背面刻有一個字母，指示其制造地。
折二錢：1680年代左右發行，孔的中心在背面，制造地點在上部，下部兩個字符，字母為“ 2”。
千字文：這是與折二錢相同的兩個句子的硬幣，但是背面的底部是一個帶有漢字的單詞，而不是“ 2”。
小平：它也被稱為「真打一文銭」，自1750年開始發行，背面的底部有1個句子，其中包含1至10個漢字。
當百：於1866年開始流通，不與面額相稱，並由於居民的反彈而迅速停產。
當五：自1883年以來制造，是歷史上最後的硬幣。

## 歷史
朝鮮半島首次鑄造銅錢始於高麗996年鑄造的乾元重寶，並在背面刻有東國字樣，1102年又鑄造海東重宝、海東通宝、東国重宝、東国通宝、三韓重宝、三韓通宝6種銅錢，但限於貴族間使用，民間仍使用實物作為通貨。即使朝鲜王朝初期發行紙幣楮貨，以及鑄造朝鮮通寶，使用率仍然不佳。
相較於朝鮮其他地區，黃海道和平安道較為接近中國，因為與中國貿易，有中國的銅錢、白銀流入，貨幣使用率較普及，部分官員以此認為銅錢的使用因應推行全國，以方便交易，並使朝鮮政府更能掌握國家經濟。
17世紀朝鮮王朝實施大同法，將向民間徵收之貢物一律改以米穀繳納，減輕農民負擔，同時使經營貢物貿易之商業興起。商業興起促使貨幣需求出現，因此1633年開始鑄造常平通寶，1678年朝鮮肅宗時期開始定期恆常發行。鑄造銅錢的原料初期來自日本透過倭館輸入，18世紀末之後開始改以國內開採銅礦為原料。

常平通寶發行至1894年為止，但之後繼續使用，直到1905年日本設置的統監府在朝鮮推行「朝鮮貨幣整理事業」，回收常平通寶等朝鮮過去自行鑄造的貨幣，改以統監府委託第一銀行韓国支店發行的朝鲜银行券取代。